# 鲁思·本尼迪克特
露絲·班乃迪克（英語：Ruth Benedict，原姓富爾頓，1887年6月5日—1948年9月17日），美國人類學家。20世紀初少數的女性學者，受到法蘭茲·鮑亞士的影響，同愛德華·薩丕爾提出最早的文化形貌論（Cultural Configuration），認為文化如同個人，具有不同的類型與特徵。
潘乃德早年學習英國文學，故其作品文筆高妙，並善於作詩以及細膩的描述。她的作品中，尤以《文化模式》（Patterns of Culture）與《菊與刀》最為著名。儘管她論述的重要性已被其他理論取代，但其著作中提出的問題與關懷，至今仍受到人類學、歷史學等學科的重視與關注。

## 生平
露絲・班乃迪克於1887年6月6日生於紐約市，本名露絲·富爾頓。父親佛雷多克·富爾頓（Fredock S. Fulton）是名外科醫生，母親碧翠絲·夏塔克（Beatrice Shattuck）則受過高等教育。鲁思一歲時父親染上怪病，全家被迫遷回位在雪南哥山谷（Shenango Vallery）的農莊與外祖父母居住。隔年妹妹瑪潔莉·富爾頓（Margery Fulton）誕生，可幾星期後父親病逝，全家頓時陷入貧困之中。
露絲的母親為了支撐家計，於她五歲時到附近的諾威奇擔任教師，並兼任圖書館員的工作。1894年，為了配合工作需要，母親索性帶著她與妹妹遷居到蒙大拿州、明尼蘇達州和水牛城等地，然後暑假時又回到娘家與一位孀居的阿姨同住。上高中後，她開始從事些寫作，以及些許的家事，雖然後者她顯然無法如前者般勝任。
由於患上麻疹而有輕微的聽覺障礙，小時候的露絲反應有些遲鈍，這使她常被親戚和其他成年人以為有些痴呆，因而受到一些不公平的對待，但也養成她文靜、專注甚至孤僻的個性。

### 成年
1905年，露絲與妹妹一同就讀母親的母校瓦薩學院，主修英國文學。在校期間她個性依舊孤僻，卻有不錯的人際關係。1909年自學院畢業，在兩位同學邀請下前往歐洲旅行一年。返國後她同母親居住在水牛城，並在慈善組織會社（Charity Organization Society）工作一年，然後又前往洛杉磯的西湖女子學校（Westlake School for Girls，1991年和哈佛男子學校合併成哈佛西湖學校）任教一年，隔年又前往加利福尼亚州的帕薩迪納教書。由於已婚的妹住在附近，這段期間她常接替母職，照顧妹妹的小孩，這也讓露絲產生了養兒育女的想法。
1913年，也是在加利福尼亚州（加州）教書的第二年，露絲回母親娘家時同大學同學的哥哥史坦利·潘乃德（Stanley Benedict）墜入情網，雖然暑假過後她又回到加州，但兩人終究於1914年結婚。這時史坦利正在康乃爾大學的威爾康奈爾醫學院擔任生物化學家，因此婚後兩人搬到紐約市近郊居住，露絲則擔任全職的家庭主婦。
婚後不久，露絲開始積極達成生育小孩的心願，然而事與願違，加上成天在家又無事可做，讓她陷入苦惱；她試圖完成關於玛丽·沃斯通克拉夫特的傳記，但卻始終無法完成。終於在1916年12月，她決定找份事做，並在半年後組織一隻十二人的護士工作隊，同年正式完成《玛丽·沃斯通克拉夫特》，然而卻遭到出版社退稿（直到1959年，該手稿才被收錄在另一本書中出版）。

### 進入人類學界
1914年至1918年之間，露絲・班乃迪克與丈夫不斷搬家，而她的兩個心願——生育小孩與找份工作，卻始終難以達成。直到1919年前往社會研究新學院（1997年改名為新學院）旁聽後，才有所改變。旁聽的兩年，她上過埃尔西·克鲁斯·帕森斯、亚历山大·古登威泽尔兩位人類學家的課程後，對人類學產生興趣，因此1921年露絲·潘乃德決定進入哥倫比亞大學人類學系，在法蘭茲·鮑亞士下學習三個學期。由於當時已年滿35歲，依校方規定無法領取獎學金，因此必須兼任編輯和教師職務才能維生，這段期間她向一位教師租賃大學附近一棟小房子居住，假日才回去與丈夫同住。1922年拿到博士學位後，她接任法蘭茲·鮑亞士的助教，同時繼續旁聽鮑亞士的課程，這段期間她也認識了愛德華·薩丕爾以及剛就讀大學的瑪格麗特·米德。
1923年起，露絲・班乃迪克擔任哥倫比亞大學人類學系一年聘任一次的講師，並講授幾門美術課程。同年又與丈夫到歐洲旅行，參加在羅馬舉行的國際美洲研究會議。隔年夏天，她首次到祖尼人（Zuni）部落進行田野調查，然後1925年夏天到再次到前者與柯契地族（Cochiti），1927年到皮馬族（Pima），1931年獲得贊助，又帶領學生到麥斯卡羅族（Mescalero）進行研究。在這些短期田野調查之中，露絲一方面紀錄整理大量即將消失的傳說與儀式，另一方面又逐漸構思出文化形貌論（Cultural Configuration）的想法。
1931年，露絲・班乃迪克正式與丈夫史坦利·潘乃德分居，同年接任哥倫比亞大學人類學系助理教授的職位。

### 文化模式
1932年，阿弗烈·克魯伯以訪問教授的身分到哥倫比亞大學開課一學期，原本他打算講授世界文明史的課程，但在鮑亞士強烈要求下，被迫改講南美洲高地文化。這讓露絲·潘乃德感到十分失望與憤怒：原本她打算藉此機會理解克魯伯與她想法相似的理論，但這機會顯然失去了。因此，她決定寫一本著作談論文化形貌論的概念。經過兩年的修訂與整理，終於出版了該著作《文化模式》（Patterns of Culture）。
在著作中，露絲大量引用了田野資料塑造出三個不同的文化：普布羅族（Pueblo）、多布族（Dobu）和夸奇乌托族国，並引用尼采的論述，以日神型、酒神型與誇大妄想型這三種人格特質分析三個民族的性格，並認為文化本身其實如同個人，可以分成許多不同的人格類型，每種類型使文化產生不同的差異，也塑造出民族集體的性格。由此引申，她暗示著強烈的文化相對論觀點：每個文化各有自身的特性，因此不存在誰好誰壞，誰優誰劣的絕對判別。另外，露絲引用了大量心理學，特別是精神分析的術語與觀點描述文化，並首先以個人的文化適應與成長方入研究文化的項目之中。這在當時的人類學界引起相當大的討論，也對露絲·潘乃德之後的研究產生重要的影響。
1936年，由於鮑亞士病倒，被迫辭去系主任的職務，潘乃德開始接任系務工作，並在1937年至1939年之間擔任代理系主任。原本當時的學院長哈佛·李·麥克班打算任命她擔任系主任，可是麥克班卻在1936年病逝，因此該職位最後由拉爾夫·林頓接任。
1939年暑假露絲·潘乃德帶領學生到黑足族（Blackfoot）進行田野調查後，便回加州的阿姨家休假一年，同時專心撰寫《種族:科學與政治》（Race:Science and Politics），希望透過該書表達反對納粹種族中心論的立場。隔年秋天，她受邀為布林茅爾學院（Bryn Mawr College）的安納·蕭紀念講座1941年春季課程講課。為此她發表了“和諧”（Synergy）為題的演講，藉此表達自己的想法：「和諧為促進人類進步之社會，與此相反者則為惡，應為人們所唾棄。」

### 晚年
1941年，隨著戰事日漸升溫，露絲·潘乃德被邀請擔任國家研究會飲食習慣委員會（Committee On Food Habits of the National Research Council）委員，開始研究各文化與飲食之間的關係。這段期間，她逐漸展開對國民性格的研究，並提出一些報告與摘要。1943年，露絲開始接觸各參戰國的文化資料，並出版了一系列介紹羅馬尼亞、泰國等國的著作，以及名為《人類的種族》（The Races of Mankind）的小冊子。
由於遭到排擠，露絲放棄歐洲文化的研究，轉而投入研究日本文化的團隊，由於她巧妙迴避掉當時研究者對心理學研究方式的論戰，使她的成果遠遠比它人豐碩。1945年，她請假回到加利福尼亞州專心寫作《菊與刀》，並於隔年完書付梓。
《菊與刀》是露絲・班乃迪克以文化遙距研究法做出來的成果：她透過當時日本發佈的宣傳電影、集中營中的日裔美國人和戰俘的訪談紀錄以及日本人的文學作品中收集資料，重新建構出日本文化以及對日本戰後重建的期許。書中，她不但以文化形貌論談論日本文化的特質，並從孩童教養的角度剖析日本人的生命史。其細膩的描述擺脫了學術上的論戰，也因此掀起了讀者們的好奇心與之後美國的日本研究風潮。
1946年6月，露絲・班乃迪克獲頒美國大學婦女聯會的傑出女性獎，同年秋天回到哥倫比亞大學任教，並獲選為美國人類學會主席，同時申請到“哥倫比亞大學當代文化研究”（Columbia University Research in Contemporary Cultures）的研究計畫。1947年7月1日她正式被哥倫比亞大學獲聘為教授。
由於計畫龐大複雜，任職的系所又不支持，露絲被迫整天忙於公務。1948年5月，她出席聯合國文教組織在捷克波德布拉迪舉行的研討會，回國第二天便罹患冠狀血栓症。五天之後病逝於醫院，享年61歲。

## 理論研究

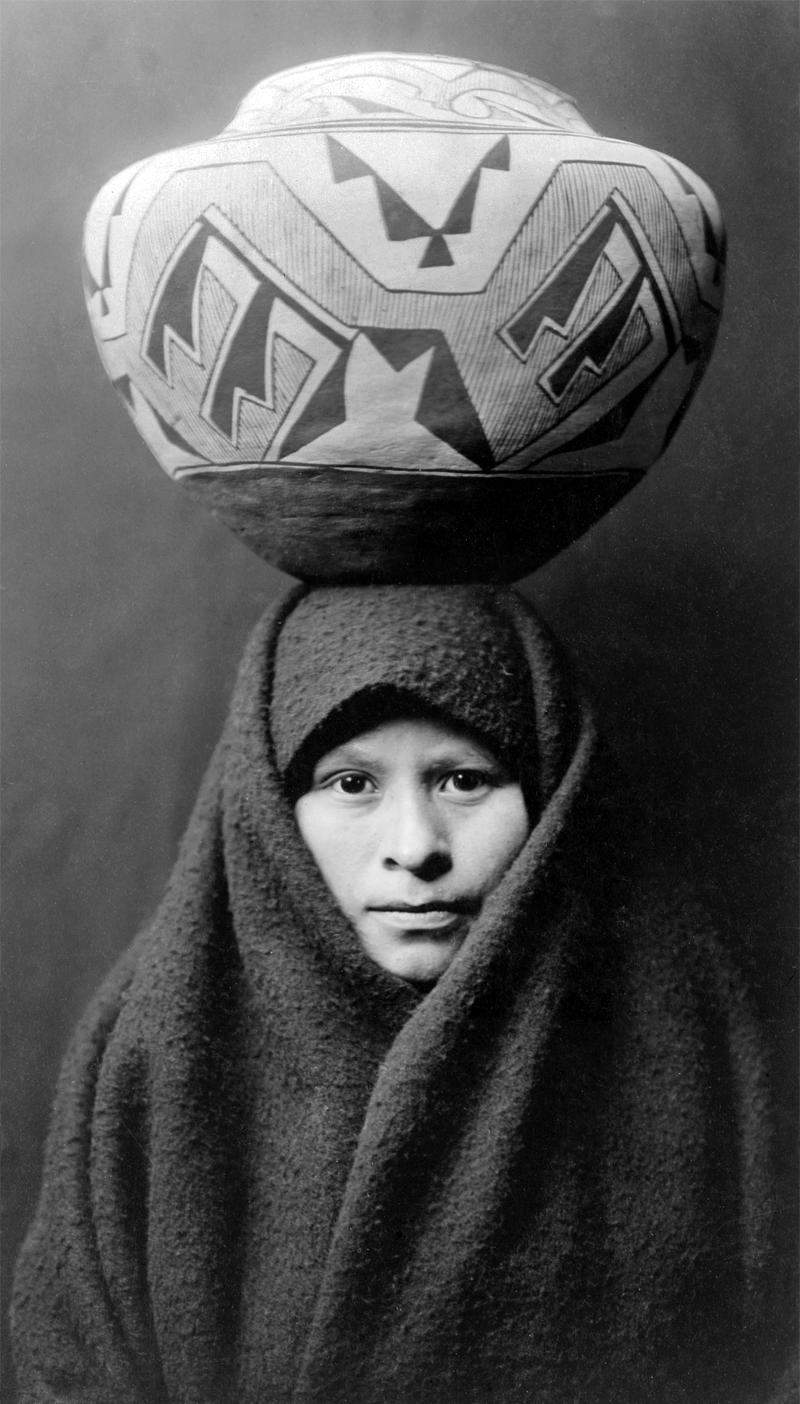
露絲・班乃迪克在《文化模式》裡提到的祖尼人

露絲・班乃迪克的理論乃基於強烈的文化相對論觀點：她認為所有的文化都會自然發展出一個類型，這個類型如同個人的人格般，雖然會隨時間而變遷，但經過一段時間後便逐漸穩定下來，進而形成固定的模式。各文化的模式千奇百種，差異甚大，它們也各有各的長處，分別發展出獨樹一格的優勢。因此，我們不該否定任何文化的價值，而獨尊自身文化的優勢。
這個理論最大的特色是在對各種文化的詳實描述：露絲・班乃迪克特擅長整理各部落的傳說與詩歌，以及對儀式的細膩描述，然後匯集成豐富的文化描寫，從而建構起數個典型的文化模式。這點尤以《文化模式》表達最為清楚。雖然形貌論並未解釋這些典型如何產生，且描述重於數據與分析，但卻確切描繪出多元文化存在的必要性。
在此之外，露絲・班乃迪克引用心理學的概念，認為各文化的適應與人格密切相關：特定的極端人格可能活躍於甲文化，卻可能被乙文化視為病態。因此，所謂人格的好壞或健康與否並無標準，一切全賴各文化模式偏好或厭棄那種類型而已。這暗示許多西方人肯定的價值觀並非放諸四海接準，反倒是許多時期的重要群體如清教徒等，卻可能具有嚴重的偏差人格。

## 影響
潘乃德的理論雖源自於法蘭茲·鮑亞士，但她的文化形貌論對大眾的影響卻遠高於前者：優美文筆下呈現的儀式與傳說，使她的民族誌不再是枯燥乏味的紀錄，反而深深影響對人類學認識不深的多數民眾，使得早期帶有神秘色彩的人類學研究逐漸被美國大眾認識與接受。由此傳承至瑪格麗特·米德，人類學逐漸成為重要的學門，兩人也成為美國最著名的人類學家之一。
另外，潘乃德晚年的著作《菊與刀》影響了第二次世界大戰戰後美國對日本的接管政策，其中如保留天皇君主制等方針都為當局所接受。但更重要的是，此著作開啟了西方對日本文化的研究熱潮，使得戰前對日本一無所知的情形徹底扭轉過來。
雖然潘乃德的理論的地位已被取代，但其著作仍不失閱讀價值。1995年10月20日，美國郵政服務為了紀念她的貢獻，發行一套印有她頭像圖案的郵票。

## 著作書籍
- 1934年：《文化模式（日语：文化の諸様式）》（Patterns of Culture）
- 1940年：《種族：科學與政治》（Race:Science and Politics）
- 1943年：《人類的種族》（The Race of Mankind）
- 1946年：《菊花與劍》（The Chrysanthemum and the Sword）